# Ельяшувка (Свентокшиське воєводство)
Ельяшувка (пол. Eliaszówka) — село в Польщі, у гміні Ключевсько Влощовського повіту Свентокшиського воєводства.